# Église de Saint-Hugues-de-Chartreuse
L'église de Saint-Hugues-de-Chartreuse est une église catholique bâtie en 1860 dans le hameau de Saint-Hugues-de-Chartreuse, sur la commune de Saint-Pierre-de-Chartreuse. Situé au cœur du Parc naturel régional de Chartreuse, elle est connue pour abriter le Musée Arcabas en Chartreuse dédié à l'œuvre de l'artiste Arcabas, spécialisé dans l'art sacré contemporain.

## Description
L'église de Saint-Hugues-de-Chartreuse est un bâtiment de style néo-roman, architecture très en vogue à la fin du XIXe siècle. Ce style architectural s'inspire bien sûr de l'époque romane (XIe et XIIe siècles). Les deux caractéristiques principales en sont les voûtes en berceau (en arc de cercle) ainsi que les fenêtres étroites en arc semi-circulaire. Toutefois, les églises néo-romanes sont souvent beaucoup moins travaillées que leurs homologues de l'époque romane.
Cette église n'est pas orientée vers l'est comme le veut la tradition, mais vers l'ouest. Les conditions climatiques extrêmes de la Chartreuse peuvent expliquer cette caractéristique. Néanmoins, aucun témoignage d'époque n'explique réellement cette particularité.
Elle est dédiée à Hugues de Grenoble, évêque de Grenoble qui contribua aussi à la fondation de l'Ordre des Chartreux.

### Historique
Une première réalisation de l'église a été portée par les habitants, ensuite une reconstruction a été soutenue par les Chartreux. 
À l'origine, il existait une chapelle que s'était fait édifier une famille de Saint-Hugues-de-Chartreuse aux alentours de 1834, n'ayant plus accès à l'église de Saint-Pierre de Chartreuse. 
Il faudra attendre le 1er juin 1852, et un décret de Louis Napoléon Bonaparte pour que la paroisse de Saint Hugues soit érigée en « succursale » de la paroisse de Saint Pierre de Chartreuse, lui permettant ainsi de prendre son autonomie sur cette dernière. Cette subdivision devait désormais regrouper quinze hameaux qui étaient précédemment rattachés à la paroisse de Saint Pierre. Toutefois, le bâtiment nécessita très vite de grosses et coûteuses réparations, le conseil municipal considérant même, en 1874, que l'église menaçait la sécurité publique. L'église ne pouvant être réparée, sa reconstruction fut décidée. Les Chartreux proposèrent alors d'en financer la moitié, le reste étant réparti entre la commune et l'État. Le 21 mars 1881, le « démolissage » de l'ancienne église débute. Les travaux ne prendront réellement fin qu'en 1883 avec la réalisation de la flèche du clocher et du nouveau beffroi. 
Une nouvelle étape dans la vie de cette église débute en 1952 avec l'arrivée d'un jeune artiste, Jean-Marie Pirot dit Arcabas, qui en 30 ans l'enrichira de 111 œuvres d'art sacré.
En 1984, elle devient propriété du Département de l'Isère à la suite d'une donation.